# Bach
Bach je priimek več znanih oseb:

##### Družina Johanna Sebastiana Bacha
- Johann Sebastian Bach (1685—1750), nemški skladatelj in organist, najbolj znan član družine Bach
- Wilhelm Friedemann Bach (1710—1784), skladatelj in organist
- Carl Philipp Emanuel Bach (1714—1788), skladatelj, čembačist in pianist
- Johann Aegidus Bach (1645—1716), organist in dirigent
- Johann Ambrosius Bach (1645—1695), violinist in trobentač, oče Johanna Sebastiana
- Johann Bernhard Bach (1676—1749) skladatelj, čembalist in organist
- Johann Christoph Friedrich Bach (1732—1795), skladatelj
- Johann Christian Bach (1735—1782), skladatelj
- Johann Christoph Bach (1642—1703), skladatelj in organist
- Johann Gottfried Bernhard Bach (1715—1739), organist
- Johann Ludwig Bach (1677—1731), skladatelj in violinist
- Johann Michael Bach (1648—1694), skladatelj in organist

##### Drugi Bachi
- Aleksej Bach (Bah; Алексей Бах) (1857–1946), ruski biokemik in revolucionar
- Alexander Bach (1813—1893), avstrijski politik
- Barbara Bach (* 1947), ameriška igralka
- Edward Bach (1886—1936), britanski zdravnik in homeopat
- Howard Bach (* 1979), kitajsko-ameriški igralec badmintona
- Joseph Bach (1784–1866), madžarski rabin
- Joseph Bach (1872–1943), francoski škof v Pacifiku (Tarawa in Nauru)
- Joseph Bach, apostolski vikar (Kiribati)
- Joseph Anthony (Joe) Bach (1901–1966), igralec ameriškega nogometa
- Josip Bach (1874—1935), hrvaški gledališki režiser in dramaturg
- Julius Carl Bach (1847—1931), nemški inženir
- Kristina Bach (* 1962), nemška pevka
- Pierre-Antonio-Jean Bach, apostolski vikar (Laos)
- Richard Bach (*1936), ameriški pisatelj
- Thomas Bach (*1953), nekdanji nemški mečevalec, športni delavec in predsednik Mednarodnega olimpijskega komiteja
- Vjekoslav Bach (1845—1871), hrvaški novinar